# Comuna Zabolotți, Brodî
Zabolotți (în ucraineană Заболотці) este o comună în raionul Brodî, regiunea Liov, Ucraina, formată din satele Luhove, Mali Pereliskî, Velîki Pereliskî, Vîsoțko și Zabolotți (reședința).

## Demografie
Componența lingvistică a comunei Zabolotți
     Ucraineană (98,97%)
     Alte limbi (1,03%)
Conform recensământului din 2001, majoritatea populației comunei Zabolotți era vorbitoare de ucraineană (98,97%), existând în minoritate și vorbitori de alte limbi.